# Joan Porqueras i Fàbregas
Joan Porqueras i Fàbregas (San Martín de Provensals, Barcelona 1893 - Londres 1966) fue economista y político español. Hijo de un tabernero, estudió teneduría de libros. Participó en los hechos de la Semana Trágica (1909), fue herido y huyó a Argentina. Al cabo de unos años volvió a Barcelona y trabajó en diversas ocupaciones. Participó en las elecciones municipales de 1931 como candidato de Esquerra Republicana de Catalunya, a la vez que era miembro del Sindicato de Profesiones Liberales de la CNT. Como miembro del Ateneo Enciclopédico Popular, fundó el Instituto de Ciencias Económicas de Cataluña, donde impartió tres cursos de economía. 
En agosto de 1936 fue nombrado vocal por la CNT en el Consejo de Economía del gobierno de la Generalidad de Cataluña, desde donde firmó el Decreto de Colectivizaciones y elaboró el proyecto de movilización civil. Fue consejero de economía de la Generalidad de Cataluña del 26 de septiembre al 11 de diciembre de 1936. En 1937 se exilió en Francia, y al estallar la Segunda Guerra Mundial se fue a Londres, donde colaboró en la BBC.

## Obras
- Irlanda y Cataluña. Paralelismo político-económico (1932)
- Las posibilidades económicas de una Cataluña independiente (1932)
- Ensayo de Economía Política (1932-34)
- Los factores económicos de la revolución (1937)
- Ochenta días en el gobierno de la Generalitat (1937)
- Las finanzas de la revolución (1937)